# Ceratophyllus lari
Espèce
Ceratophyllus lari est une espèce de puces de la famille des Ceratophyllidae.